# Giacomo da Campione
Giacomo da Campione, o Jacopo da Campione (... – Milano, 31 ottobre 1398), è stato uno scultore e architetto italiano.

## Biografia
Giacomo da Campione è stato un architetto figlio di Zambonino da Campione dei Maestri campionesi, molto attivo a Milano e tra i fondatori della Veneranda Fabbrica del Duomo di Milano nel 1387.

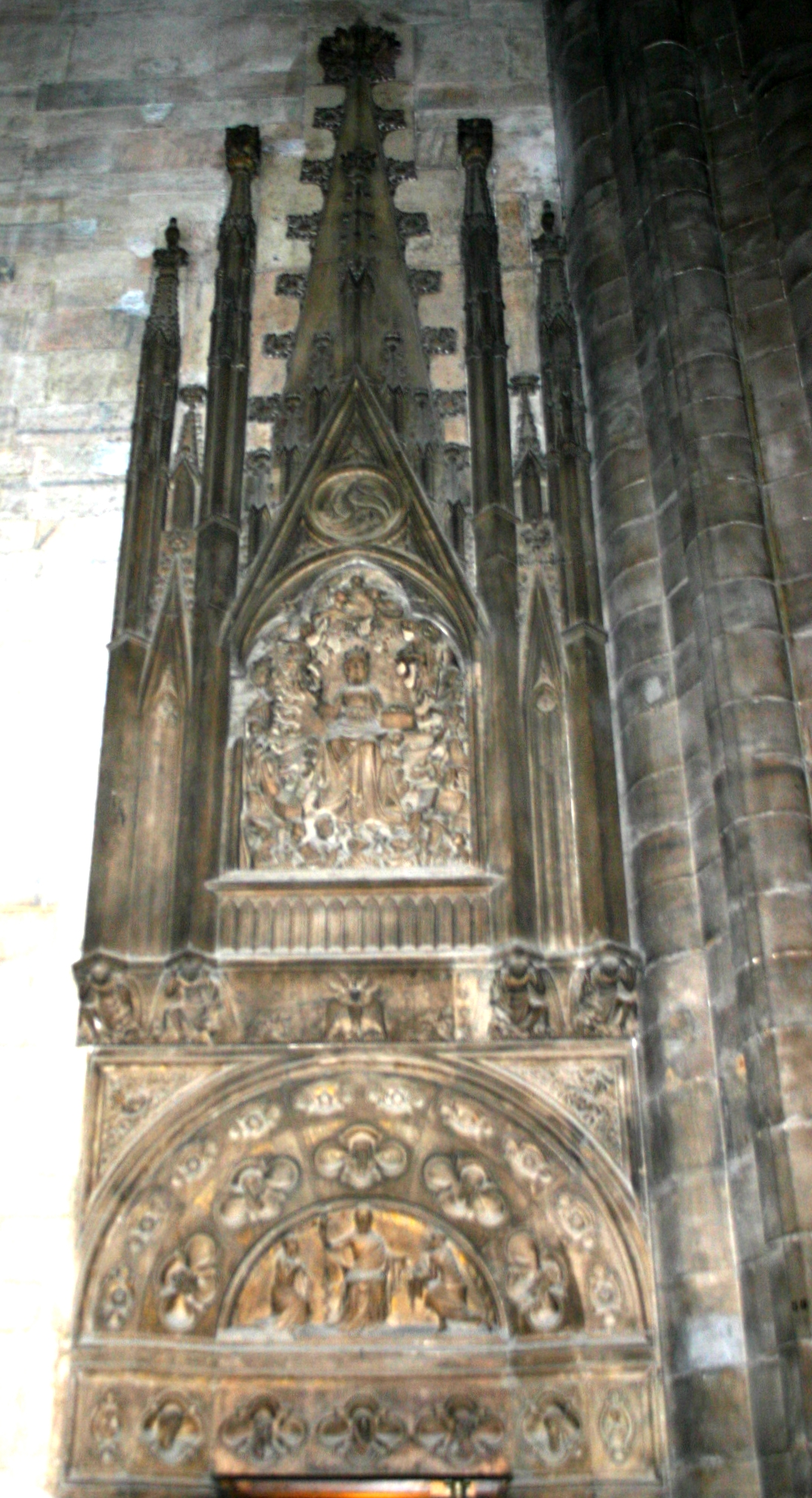
4360 - Duomo di Milano - Giacomo da Campione, Portale sagrestia Nord (1389)

Non si conosce la sua nascita anagrafica, essendo l'Archivio della fabbrica del duomo di Milano la fonte primaria della sua biografia. Egli è presente nell'elenco degli artisti che nel 1387 costituirono la veneranda fabbrica, risulta con il titolo di "magister a lapidibus vivis", e tra gli ingegneri che dissentono nel 1388, sulla diversa dimensione nella costruzione dei muri perimetrali dell'abside. Il 1º maggio del medesimo anno viene nominato ingegnere di fabbrica con Marco da Carona.
Quando nell'ultimo decennio del XIV secolo venne avviato il cantiere che portò alla realizzazione di quello che è oggi il duomo, il campionese si assunse l'incarico di ingegnere generale con Giovannino de' Grassi. Furono anni molto importanti per la fabbrica del duomo, vi era da decidere le proporzioni e lo sviluppo della cattedrale, tra i progetti si distinsero quello del matematico Gabriele Stornaloc con lo schema "ad triangulum", e quello "ad quadratum", così come erano le cattedrali tedesche sostenuto da Heinrich Parler di Gmünd. Venne scelta la prima opzione con l'assemblea plenaria del 1º maggio 1392. Se al de' Grassi si deve la costruzione plastica delle cattedrale, al campionese sicuramente la parte tecnica, che permise la realizzazione nel giro di pochi anni della forma cruciforme del duomo, delle volte a crociera archiacuta, delle pareti delle navatelle e della navata e del sistema ad archi rampanti e delle contrafforti. Alcune differenze rilevate tra l'architrave e la lunetta inferiore, porterebbe a pensare che ci sia stato una interruzione dei lavori. Fu nel 1394 che venne chiesto ai due responsabili una disegno da presentare a Gian Galeazzo Visconti a Pavia circa lo stato di costruzione del duomo.
Nel 1396 l'architetto tornò a Campione, sua terra natale, ma venne chiesta la sua presenza sul cantiere del duomo per la scelta dei capitelli dei pilastri, scelta che cadde sui progetti "ad tabernaculum  del de' Grassi. Proprio quell'anno iniziò per il campionese un altro impegno, il progetto per la costruzione della Certosa di Pavia.

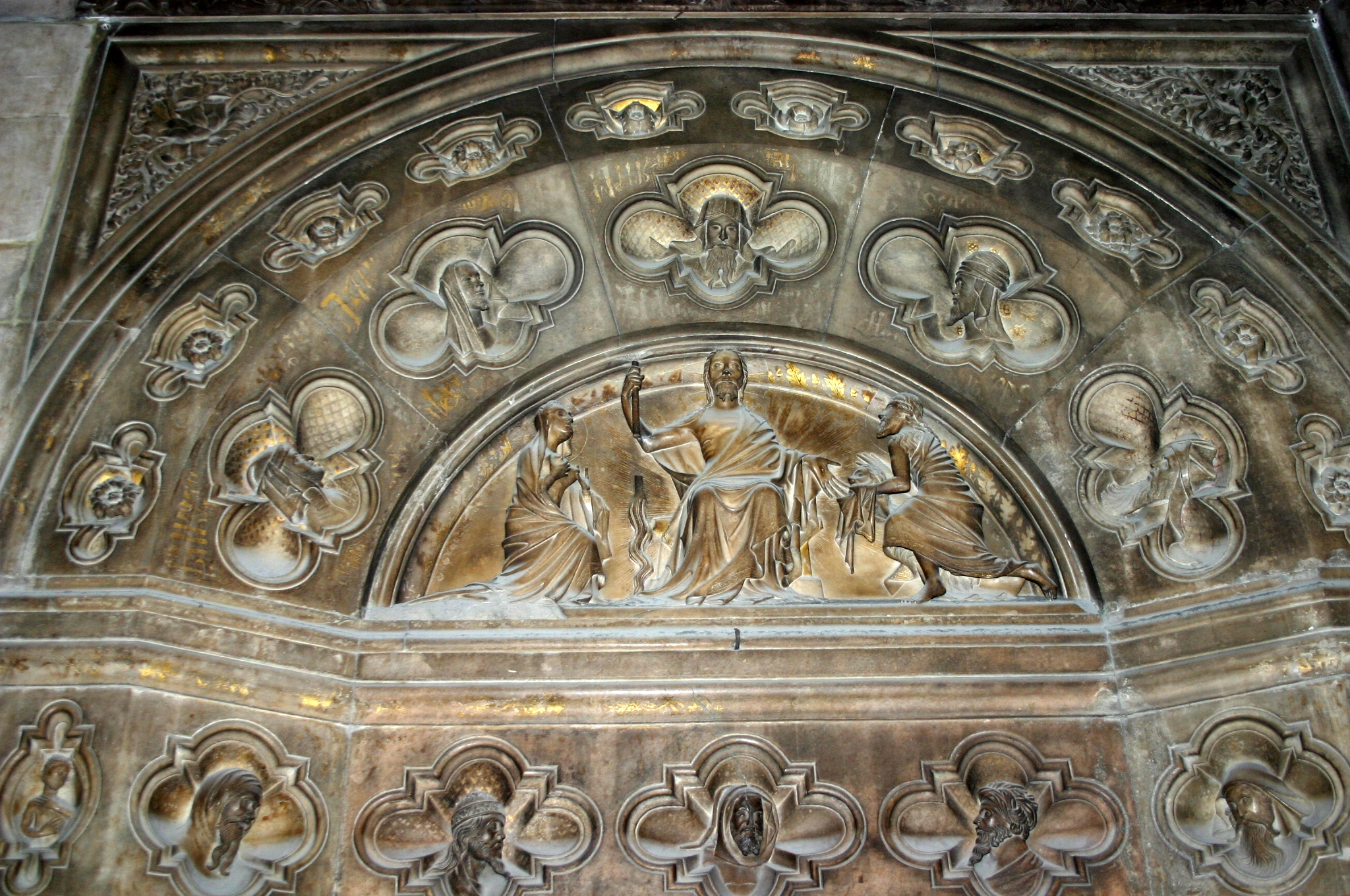
Duomo di Milano - Giacomo da Campione, Portale sagrestia Nord (1389)

Viene documentata la sua presenza sul cantiere, così come di altri ingegneri del duomo di Milano, e il pagamento di un progetto realizzato a Milano con l'aiuto di Cristoforo da Conigo. Ma non vi è traccia del suo progetto per la certosa, venne infatti richiesta la sua presenza a Milano, e della certosa rimane solo la disposizione planimetrica nelle fondazioni. La s
Alla sua morte la salma venne traslata a Campione a spese della fabbrica del duomo che conserva i suoi disegni e progetti.